# Stolen
«Stolen: Ограбление века» — компьютерная игра в жанре стелс-экшена, разработанная Blue52 Games. Фирма-разработчик обанкротилась за полтора месяца до релиза игры. Сотрудники перешли в компанию Curve Games Studios. Проект Stolen поступил в продажу в недоработанном виде (значительно урезаны уровни игры по сравнению с предварительным концепт-артом).
Главная героиня игры — Аня Романова, первоклассный вор. Её цель — расправиться со своим конкурентом по ремеслу — таинственной Бриз, подставившей Аню на последней вылазке. Основным противником в игре является вооружённая охрана и системы безопасности объектов государственной и частной собственности.

## Игровой процесс
Игроку необходимо управлять Аней Романовой, которая скрывается в тени большую часть времени, прячется от камер наблюдения и охраны, использует гаджеты для достижения целей.
Миссии на уровнях появляются в виде подсказок координатора, требуется незаметно проникнуть внутрь какого-либо объекта, взломать систему безопасности, украсть ценную вещь или данные. Повсюду требуется внимательно изучать окружение, чтобы не попасться. Кроме того, в течение игры несколько раз включается таймер, заставляющий в ускоренном темпе выполнять трюки, что добавляет адреналина в игровой процесс. С другой стороны, отсутствие огнестрельного оружия у главной героини заставляет действовать решительно и быстро в большинстве игровых ситуаций, так как отключение охраны и охранных систем происходит только на небольшое время.
Взлом замков, терминалов, использование резака выполнено в виде мини-игр, когда требуется нажимать и удерживать определённые клавиши управления.
По пути можно выполнять второстепенные задачи, которых не так много, например, воровать различные предметы из карманов охранников.

## Сюжет
В Городе Мастеров (Фордж-Сити, США) выборы мэра. Кандидатов два: Томас Морган (правящий бессменно 20 лет) и Ричард Киллиан. Морган предлагает избирателям зрелище: крупную выставку зарубежного искусства в местном музее. Киллиан говорит, что не веселиться надо, а бороться с преступностью, которая в последнее время сильно активизировалась. В это время воровка Аня Романова с помощью координатора Палмера проникает в этот самый музей и выносит самые дорогие экспонаты, в том числе огромный рубин. Однако рубин хотела украсть также и Бриз, но не успела.
В новостях кража становится главной новостью. Морган обещает срочно открыть новейшую тюрьму, чтобы неповадно было. Ну а Киллиан снова заявляет, что надо не тюрьмы строить, а бороться с преступностью более конкретными способами. Романова доставляет добычу в апартаменты Палмера. Туда вдруг заявляется Найт — глава крупной преступной организации — и требует отдать рубин. В ходе переговоров стороны приходят к соглашению, что Ане надо наведаться в эту самую тюрьму и выкрасть диск с данными о системе безопасности. Пройдя многоуровневую систему защиты, Романова добывает диск и … на выходе теряет его: опять Бриз. Впрочем, диск возвращается к настоящей воровке очень скоро.
После падения системы безопасности тюрьмы Киллиан опередил Моргана по опросам общественного мнения. По возвращении на базу Палмер обнаруживает, что на Ане жучок, отслеживающий все её действия. Он идентичен с тем, что изготавливает компания А. П. Е. К. Технолоджис. Туда и отправляется Романова, чтобы разобраться в ситуации. В итоге выясняется, что под контролем все высокопоставленные лица Города Мастеров. Создана тотальная система слежки за всеми жителями, а это является частью предвыборной программы Киллиана, предлагающего таким способом остановить преступность. На самом деле новый кандидат решил крупно обогатиться. Центр управления системой контроля находится в секретном бункере, куда и направляется Аня. Одновременно Бриз врывается к Палмеру домой и уничтожает центр координации. Сам координатор успевает бежать. Оставшись без связи, Романова не слышит предупреждения об опасности и теряет сознание от пущенного через вентиляционную шахту токсичного газа.
Очнулась главная героиня в непонятном месте. И тут выяснилось, что Найт и все бандиты работали на Киллиана. Сам Киллиан оправдывает свою фамилию и убивает Найта, знающего слишком много. Ане удаётся записать убийство в свои синие очки. Её оставляют взаперти, не учтя ловкость воровки. Вскоре Романова уже на свободе, Палмер вновь выходит на связь и предлагает передать компрометирующую видеозапись в прямой эфир с базы Киллиана, где героиня удачно оказалась. На пути пришлось серьёзно повозиться сначала с охраной, одетой в униформу Сэма Фишера, а затем и с вечной Бриз. В ходе финальной битвы Бриз улетела в пропасть. А Романова получила под контроль управление гигантским спутником связи Киллиана и отправила прямо из его логова компромат. Киллиан попал в тюрьму, Морган остался у власти, и всё стало как прежде. Луи покидает свою квартиру и встречает, Аню которая показывает ему украденный из музея рубин. Аня и Луи садятся на мотоцикл и уезжают.

## Отзывы
| Сводный рейтинг | Сводный рейтинг | Сводный рейтинг | Сводный рейтинг |
| Издание         | Оценка          | Оценка          | Оценка          |
| Издание         | PC              | PS2             | Xbox            |
| --------------- | --------------- | --------------- | --------------- |
| GameRankings    | 52,89 %         | 56,43 %         | 54,42 %         |

Stolen была мало освещена в прессе в основном получив негативную оценку.
Игра получила смешанные отзывы от критиков. К недостаткам относят неоптимизированный движок игры при устаревшей графике и анимации, неудобное управление.
IGN назвал игровое действие «невероятно бесполезным», написав в обзоре: «Ясно, что разработчики играли в игры Splinter Cell и Metal Gear Solid, но они не научились, как сделать всё это интересным».
GameSpot заявляет: «Есть некоторые проблемные места, где вам придётся прыгать через пропасти, висеть на шесте, бегать по стене, а также исполнять другие вариации приёмов, имеющиеся в игре Prince of Persia. […] Единственная трудная часть в Stolen — это найти терпение, чтобы действительно оставаться скрытым, когда проще прямой бросок через уровни. Единственным наказанием за это является то, что охранники сразу начинают стрелять, как только вас заметят, но вас легко могут потерять из виду, как только забежите за ближайшую дверь».